# Шнейдер, Яков Иванович
Яков Иванович Шнейдер (1747—1848) — правовед, ординарный профессор Московского университета, коллежский асессор.

## Биография
Служил адвокатом Верховного совета в Кольмаре, откуда переехал в Россию и стал домашним наставником в доме Всеволожских.
Он был масоном и членом «Дружеского учёного общества», на открытии которого он 6 ноября 1782 года произнёс на французском языке речь о благе и выгодах России. Когда на Вильгельмсбадском конвенте Россия была признана самостоятельной (восьмой) провинцией, Шнейдер был избран одним из шести членов «директории». В масонстве он именовался Jacobus а concordia. Член московской масонской ложи «Трёх знамён», в 1784 году назначен в качестве руководителя в ложу — «Цереры».
В публичных извещениях Московского университета о лекциях на 1782—1783 академический год сказано, что лиценциат Яков Шнейдер, «теоретический искуснейший профессор», будет читать лекции по Монтескье о духе законов: для студентов на латинском, а для дворян — на французском языке, без платы. За это московский университет включил его в число почётных профессоров (professor honorarius).
В 1782 году вышли лекции Шнейдера под заглавием: «Рассуждения на Монтескиеву книгу о разуме законов или уроки всеобщей юриспруденция, преподаваемые в Императорском Московском университете. Рассуждение первое: о истории законодательства», на французском и русском языках. С 1783—1784 академического года он читал историю римского права, римские древности и начала римского гражданского права.
Из летописей университета за 1787—1788 год видно, что под руководством Шнейдера известный юрист Захарий Горюшкин вёл преподавание начал и происхождения русских законов, судоустройства и судопроизводства. На акте Императорского Московского университета 1785 года, 30 июня, Шнейдер произнес речь: «Oratio solemnis de praestantia jurisprudentiae» («О высоком значении законоведения»).
В 1789 году Шнейдер уже не упоминается в каталогах университетских лекции. H. C. Всеволожский указывал, что Шнейдер, получив отставку, купил поместье в Швейцарии, но происки якобинцев вытеснили его оттуда. И с 1836 года Шнейдер жил в Одессе.